# Визгалов, Денис Валерьевич
Дени́с Вале́рьевич Визга́лов (15 сентября 1973, Белорецк, Башкирская АССР — 29 июля 2014, Белорецк, Башкортостан) — российский географ, экономист, урбанист. Специалист в области маркетинга и брендинга территорий.

## Биография
Денис Визгалов родился 15 сентября 1973 года в городе Белорецке Башкирской АССР.
В 1996 году окончил кафедру социально-экономической географии зарубежных стран географического факультета Московского государственного университета имени М. В. Ломоносова по специализации «социально-экономическая и политическая география Великобритании». В 1995 году был научным сотрудником кафедры культурной географии Висконсинского университета в Мэдисоне.
В 1999 году защитил диссертацию на соискание учёной степени кандидата географических наук.
В 2000—2012 годах работал в Фонде «Институт экономики города» (ИЭГ), где занимался стратегическим и среднесрочным планированием развития регионов и городов, маркетингом и брендингом территорий, рекомендательным управлением территориями, технологиями инвестиционной политики городов и регионов, мониторингом и оценкой региональных и муниципальных программ. В 2011—2012 годах — руководитель сектора «Социальная политика и общественные коммуникации» ИЭГ.
С 2013 года — глава научно-консалтинговой компании «Живые города».
Член редакционного совета журнала Urban Regeneration and Renewal (JURR) (Лондон).
Ведущий эксперт Европейского института маркетинга территорий (Варшава).
С 2000 года — участник проектов развития в более чем 40 российских и зарубежных городах. С 2008 года — участник первых в России проектов по формированию городских маркетинговых стратегий. В 2011—2012 годах входил в состав экспертных групп по разработке концепций территориальных брендов городов: Магадана, Кунгура, Краснокамска, Осы, Кировограда, Бирска, Стерлитамака; группы городов и районов центральной части Свердловской области.
Погиб вместе с единственной дочерью Надеждой во время пожара в доме матери в Белорецке 29 июля 2014 года. Похоронен в Белорецке.

### Семья
Жена Екатерина Визгалова (р. 1976), российский редактор, кинокритик, продюсер. Окончила географический факультет МГУ. Работала во Всемирном фонде дикой природы (WWF). Редактор портала Кино-Театр.ру (с 2007). Автор ряда статей о документальном кино. Продюсер игрового фильма «Не плачь» (2011, режиссёр Евгений Крылов) и нескольких документальных лент — «Дыхание тундры» (2012), «Моя родня» (2013). С 2012 года — независимый продюсер. Секретарь правления Гильдии неигрового кино и телевидения (с 2013).
Дочь Надежда Визгалова (2002—2014). Похоронена в Белорецке.

## Научная деятельность
В сферу профессиональных интересов входили урбанистика, территориальная идентичность, брендинг территорий, общественные коммуникации в городах, развитие институтов местного самоуправления и гражданского общества.

## Преподавательская деятельность и деятельность в сфере образования
Автор и соавтор образовательных курсов: «Разработка социально-экономической политики на местном уровне», «Региональная политика», «Городская экономика», «Маркетинг города», «Инвестиционная политика муниципальных образований», «Мониторинг и оценка городских программ» для студентов российских вузов и специалистов муниципальных и региональных администраций российских и зарубежных городов.
В 2007—2010 годах — доцент кафедры экономики города и муниципального управления Высшей школы экономики.

## Награды и премии
- 2012 — Лауреат национальной премии «Серебряный Лучник» за книгу «Брендинг города» в номинации «Лучшая книга о развитии общественных связей»[8].

## Публикации
- Визгалов Д. В. Методы оценки муниципальных программ. — М.: Фонд «Институт экономики города», 2005.
- Визгалов Д. В. Индикативное планирование в развитии территорий. — М.: Фонд «Институт экономики города», 2007.
- Визгалов Д. В. Маркетинг города. — М.: Фонд «Институт экономики города», 2008. — 110 с. — ISBN 978-5-8130-0129-1.
- Визгалов Д. В. Брендинг города. — М.: Фонд «Институт экономики города», 2011. — 156 с. — ISBN 978-5-8130-0157-4
- Визгалов Д. Совмещение несовместимого. Промышленный туризм может эффективно работать на благо городов и территорий // Независимая газета. — 2009. — 24 апреля.